# Byrilsbo
Byrilsbo var en liten nedlagd by i Hedesunda socken i nuvarande Gävle kommun. Den hade funnits sedan slutet av 1700-talet och upphörde vid slutet av 1940-talet. I Byrilsbo har det hämtats rotskott av den vackra pimpinellrosen.